# Jean Baptiste Charles Lucas
 (octobre 2018).
Si vous disposez d'ouvrages ou d'articles de référence ou si vous connaissez des sites web de qualité traitant du thème abordé ici, merci de compléter l'article en donnant les références utiles à sa vérifiabilité et en les liant à la section « Notes et références ».
Jean Baptiste Charles Lucas, ou John Baptiste Charles Lucas, né le 14 août 1758 à Pont-Audemer et mort le 17 août 1842 à Saint-Louis (Missouri), est un homme politique franco-américain, membre de la Chambre des représentants des États-Unis pour la Pennsylvanie.
Lucas étudie le droit à Honfleur puis à Paris et termine diplômé de l'université de Caen en 1782.
Il pratique le droit jusqu'en 1784, date à laquelle il embarque pour l'Amérique et s'installe à Pittsburgh en Pennsylvanie. Il se lance alors dans les activités agricoles.
En 1792, il devient membre de la Chambre des représentants des États-Unis pour l'État de Pennsylvanie jusqu'en 1798. Entretemps, il devient juge, en 1794, de la juridiction de Pennsylvanie.
Il est élu Républicain lors du 8e et 9e Congrès des États-Unis à Washington jusqu'à sa démission en 1805. Il s'installe à Saint-Louis, précédemment en Louisiane française, que les États-Unis viennent d'acheter à la France lors de la vente de la Louisiane par Napoléon Ier. Parfaitement bilingue, il exercera la fonction de juge dans le Territoire de Louisiane jusqu'en 1820.
En 1816, il offre un terrain situé en centre-ville pour la construction d'un palais de justice. Aujourd'hui s'y élève une immense arche, le Jefferson National Expansion Memorial.
Cinq de ses fils moururent de mort violente, notamment Charles Lucas, fondateur de la ville de Normandy, près de Saint-Louis, qui fut tué lors d'un duel d'honneur contre le sénateur Thomas Hart Benton.
À sa mort, il est enterré au cimetière Bellefontaine de Saint-Louis.